# Philippscelus
Philippscelus es un género de escarabajos de la familia Buprestidae.

## Especies
- Philippscelus fisheri (Hoscheck, 1931)
- Philippscelus gracilis Bellamy & Ohmomo, 2009
- Philippscelus panayensis Bellamy, 2005